# あなたを感じていたい〜ZARD Piano Classics〜
『あなたを感じていたい〜ZARD Piano Classics〜』( - かん - ザード・ピアノ・クラシックス)は羽田裕美のアルバム。

## 内容
ZARD関連のピアノクラシックカバー集の第3弾は羽田曰く「前作に入りきれなかった曲がたくさんあったので収録できる機会があった」とのこと。冬をテーマにしたため、ぬくもりを感じてもらいたいという目的で大半の収録曲がストリングスを入れたものになっている。クリスマスに近い時期が来たという事で、発売に合わせて、栗林誠一郎がBarbier（バルビエ）名義でリリースした「クリスマス タイム」が収録された。

## 批評
CDジャーナルは「原曲のイメージを大事にしつつ、ピアニスティックな技巧も活かした丁寧なアレンジで、さり気なく添えられたストリングスの効果も絶妙」と評した。

## 収録曲
1. Oh my love
作曲：織田哲郎　編曲：林良・藤崎昌弘・池田大介
2. あなたを感じていたい
作曲：織田哲郎　編曲：池田大介
3. 止まっていた時計が今動き出した
作曲：中村由利　編曲：林良・池田大介
4. 運命のルーレット廻して
作曲：栗林誠一郎　編曲：池田大介
5. 愛が見えない
作曲：小澤正澄　編曲：藤崎昌弘
6. You and me (and…)
作曲：織田哲郎　編曲：池田大介
7. こんなにそばに居るのに
作曲：栗林誠一郎　編曲：林良
8. 見つめていたいね
作曲：栗林誠一郎　編曲:MissTy・池田大介
9. hero
作曲：大野愛果　編曲：池田大介
10. 眠れない夜を抱いて
作曲：織田哲郎　編曲：池田大介
11. 瞳閉じて
作曲：大野愛果　編曲：池田大介
12. クリスマス タイム
作曲：栗林誠一郎　編曲：林良・池田大介

原曲：ZARD(#1 - 11)、栗林誠一郎（Barbier）(#12)